# 阿尔瓦拉特德索里塔
阿尔瓦拉特德索里塔，是西班牙卡斯蒂利亚-拉曼恰瓜达拉哈拉省的一个市镇。总面积53平方公里，总人口888人（2001年），人口密度17人/平方公里。